# 矢田美英
矢田 美英（やだ よしひで、1940年〈昭和15年〉6月2日 ‐ 2024年〈令和6年〉10月5日）は、日本の政治家。位階勲等は従四位旭日中綬章。元東京都中央区長（8期）。

## 来歴・人物
東京都中央区新富町出身。
中央区立京橋小学校(現在の中央区立京橋築地小学校)、中央区立明正中学校(中央区立第二中学校を経て、中央区立銀座中学校)、東京都立江北高等学校、慶應義塾大学法学部法律学科卒業。大学卒業後はアメリカ合衆国に留学し、ミズーリ州立大学ジャーナリズム学科を卒業する。
帰国後は共同通信社に入社。国際局海外部の報道記者を務める。
1987年（昭和62年）4月、中央区長選に立候補し初当選。その後、連続8期務めた。2001年（平成13年）に特別区長会会長。2019年（平成31年）1月時点では、全国の市長および東京都特別区長としては最多選であった。2019年（平成31年）4月に予定される区長選には出馬しないことを、同年1月17日に区役所で記者団に対して表明した、後継に現中央区長の山本泰人を指名し引退した。    
2016年（平成28年）4月より中央区の区立小学校において「総合的な学習の時間」、伝統文化体験学習の枠を使い、正課授業に囲碁を採り入れ、囲碁普及に多大なる貢献をしたことで、日本棋院から大倉喜七郎賞を授賞された。
2020年（令和2年）春の叙勲で、旭日中綬章を受章した。
2024年（令和6年）10月5日18時36分、心不全のため中央区内の病院で死去した。84歳没。死没日付をもって従四位に叙された。